# Francie Swift
Frances Doretta 'Francie' Swift (Amarillo, 27 maart 1969) is een Amerikaanse actrice.

## Biografie
Swift begon in 1986 met acteren in de film Vamp. Hierna heeft zij nog meerdere rollen gespeeld in films en televisieseries zoals Two Weeks Notice (2002), The Good Wife (2009-2010), Gossip Girl (2007-2011) en Law & Order: Special Victims Unit (2010-2011).
Swift is in 2004 getrouwd.

## Filmografie

### Films
- 2017 Thoroughbreds - als Cynthia
- 2011 Brief Reunion – als Gitta
- 2010 All Good Things – als Kelly Callender
- 2010 Cop Out – als Pam
- 2007 Descent – als Clair
- 2006 Heavens Fall – als Bella Leibowitz
- 2002 Stella Shorts 1998-2002 – als vrouw van Santa
- 2002 Two Weeks Notice – als Lauren Wade
- 2001 World Traveler – als Joanie
- 2000 The Great Gatsby – als Jordan Baker
- 1997 Lifebreath – als Chrystie DeVoe
- 1997 Fall – als Robin
- 1996 Kiss and Tell – als Kelly Krieger
- 1994 The Cowboy Way – als kantoorbediende bij Waldorf Astoria
- 1992 Scent of a Woman – als vluchtbegeleidster
- 1989 Chill Factor – als vrouw in zwembad
- 1986 Vamp – als Dominique

### Televisieseries
Uitgezonderd eenmalige gastrollen.
- 2016 - 2017 Outsiders - als Haylie Grimes - 23 afl.
- 2013 - 2014 Hostages - als Nina - 7 afl.
- 2013 House of Cards - als Felicity Holburn - 3 afl.
- 2010 – 2011 Law & Order: Special Victims Unit – als Sherri West – 5 afl.
- 2007 – 2011 Gossip Girl – als Anne Archibald – 10 afl.
- 2010 Gravity – als Amanda – 2 afl.
- 2009 – 2010 The Good Wife – als Kya Poole – 5 afl.
- 2007 Damages – als Holly Frobisher – 2 afl.
- 2001 A Nero Wolfe Mystery – als Neya Tormic – 2 afl.
- 1997 Liberty! The American Revolution – als barones von Riedesel – 4 afl.

- Library of Congress Control Number: no2001085901
- Virtual International Authority File: 78436382
- WorldCat: E39PBJmxTXCqpQBjq3wBPJtkDq